# Mélanie Engoang
Mélanie Engoang Nguema (sinh ngày 25 tháng 7 năm 1968) là một Judoka người Gabon, người chơi cho hạng mục bán hạng nặng. Cô là một huy chương năm lần (hai vàng và ba bạc) cho giải của cô tại Giải vô địch Judo châu Phi, và huy chương vàng tại Đại hội Thể thao toàn châu Phi 1999 ở Johannesburg, Nam Phi. Cô cũng đã tham dự bốn trận đấu Olympic mùa hè (1992 tại Barcelona, 1996 ở Atlanta, 2000 ở Sydney và 2004 ở Athens), nhưng cô không lọt vào vòng chung kết, cũng không giành được huy chương Olympic. Vì là thành viên giàu kinh nghiệm nhất tại Thế vận hội, Engoang là người mang cờ ba lần của quốc gia tại lễ khai mạc.